# Erik Blomqvist
Erik Gustaf Blomqvist (Tumba, Botkyrka, 5 de gener de 1879 – Enskede, Estocolm, 17 de setembre de 1956) va ser un tirador suec que va competir a començaments del segle xx.
El 1912 va prendre part en els Jocs Olímpics d'Estocolm, on va disputar dues proves del programa de tir. En la prova de rifle lliure per equips guanyà la medalla d'or, mentre en la de rifle lliure, 300 metres tres posicions fou desè.
Vuit anys més tard, als Jocs d'Anvers, va disputar set proves del programa de tir. Guanyà la medalla de bronze en la prova de rifle militar, 600 metres, per equips. En cinc de les altres sis proves finalitzà entre els sis primers classificats i sols en una es desconeix el resultat que va obtenir.